# Shoemake-Nunatak
Der Shoemake-Nunatak ist ein Nunatak an der Ruppert-Küste des westantarktischen Marie-Byrd-Lands. Er ragt unmittelbar westlich des Billey Bluff am südwestlichen Ende der Ickes Mountains auf.
Erste Luftaufnahmen entstanden bei der United States Antarctic Service Expedition (1939–1941). Der United States Geological Survey kartierte ihn anhand eigener Vermessungen und Luftaufnahmen der United States Navy aus den Jahren von 1959 bis 1965. Das Advisory Committee on Antarctic Names benannte ihn 1972 nach John L. Shoemake, Wetterbeobachter auf der Brockton-Station auf dem Ross-Schelfeis in zwei antarktischen Sommerkampagnen zwischen 1968 und 1970.